# جشنواره چرخه افغانستان

پوستر جشنواره چرخه افغانستان

چرخه افغانستان (به انگلیسی: Reel Afghanistan)، نام یک جشنواره فرهنگی - هنری است که در شهر ادینبورگ پایتخت اسکاتلند برگزار شد.
نمایش فیلم، بخش اصلی جشنواره چرخه افغانستان را تشکیل می‌داد. در کنار آن، چندین نمایشگاه عکس و آثار هنری و دو کنسرت موسیقی اصیل افغانی نیز برگزار شد.

## هدف جشنواره و برگزار کنندگان
هدف از برگزاری این جشنواره، معرفی فرهنگ و هنر مردم افغانستان و ارائه «چهره واقعی» مردم آن کشور عنوان شد که به باور برگزار کنندگان، در پس رویدادهای خشونت‌آمیز و جنگ، پنهان شده‌است.  این جشنواره از ۲۱ فوریه تا ۸ مارس سال ۲۰۰۸ میلادی برگزار شد. اما به علت فشرده بودن برنامه‌ها، شماری از نمایشگاه‌های این جشنواره، از هفته قبل آغاز شده بود. 

شورای فرهنگی بریتانیا (British Council)، خانه فیلم اسکاتلند (Film House)، مؤسسه توسعه اجتماعی و انسانی موسیقی (The Institute for Music in Human and Social Development)، بنیاد خیریه کمک به مدارس افغانی (Afghan School Trust)، دانشگاه ادینبورگ، مؤسسه هنری و خیریه فایرفلای (Firefly International)و مؤسسه گرافیکی پیکسل ایپس (Pixelapes)، بانیان (Sponsors) برگزاری جشنواره بودند. 

## بخش‌های مختلف جشنواره

### فیلم‌ها
پانزده فیلم هنری و مستند، از افغانستان یا دربارهٔ افغانستان، در این جشنواره به نمایش درآمد. محل نمایش همه این فیلم‌ها، تالار خانه فیلم شهر ادینبورگ بود. 
- اسامه، ساخته صدیق برمک، فیلمساز افغان. جشنواره چرخه افغانستان، با نمایش این فیلم رسماً آغاز شد.
- خاک و خاکستر ساخته عتیق رحیمی، فیلمساز افغانی مقیم فرانسه‌است.
- (ا) فغانستان: بیان غیرممکنT فیلم مستند ۵۴ دقیقه‌ای، از عتیق رحیمی که به بررسی تحولات سیاسی چهار دهه اخیر افغانستان می‌پردازد.
- آوای ماه (Voice of the Moon)، فیلم کوتاه سی دقیقه‌ای، از ریچارد استنلی. این فیلم، در سال ۱۹۹۰ میلادی، از جبهه‌های جنگ مجاهدین علیه دولت دکتر نجیب الله در ولایت ننگرهار تهیه شده‌است.
- رمبو ۳ ساخته پیتر مک‌دانلد. محصول سال ۱۹۹۵ آمریکا، با هنرنمایی سیلوستر استالونه.
- سگهای ولگرد، محصول مشترک ایران و فرانسه. ساخته مرضیه مشکینی، کارگردان ایرانی. سال ۲۰۰۴ میلادی.
- سینما کابل (کابل ننداری)، فیلم کوتاه ۲۳ دقیقه‌ای، از مؤسسه فیلمسازی آماتوری کابل فیلم در پایتخت افغانستان.
- آموزشگاه زیبایی کابل (Beauty Academy of Kabul)، فیلمی واقعی، بر اساس داستان سفر یک گروه از آرایشگران زنانه از آمریکا به کابل.
- آینه (AINA)، فیلم کوتاه مستند ده دقیقه‌ای، از مؤسسه فرهنگی آینه در کابل، دربارهٔ ملالی جویا، جوان‌ترین عضو پارلمان افغانستان.
- در این جهان (In This World)، داستان فرار دو نوجوان مهاجر افغان از یک اردوگاه پناهندگان در پاکستان. محصول بریتانیا، سال ۲۰۰۳ میلادی.
- پسری که بر روی بوداهای بامیان بازی می‌کند، فیلمی از «فیل گرابسکی»، دربارهٔ ۲۵۰ خانواده مهاجر افغان، که در غارهای اطراف پیکره‌های تخریب شده بودا در بامیان زندگی می‌کنند.
- سفر قندهار، فیلمی از محسن مخملباف، فیلمساز نامدار ایرانی.
- آرشیو افغان فیلم، فیلم‌هایی از آرشیو مؤسسه افغان فیلم، برجای مانده از دوره جنگ و سلطه طالبان بر افغانستان.
- کاروان مرگ، یک فیلم مستند، ساخته جیمی دوران (گزارشگر سابق بی‌بی‌سی)، دربارهٔ رفتار ضدانسانی با اسیران طالبان در شمال افغانستان.

### نمایشگاه‌ها
- هنر خیمه (Yurt Art): نمایشگاهی از آثار دستی و بافندگی خیمه نشینان افغانستان.
- نگاه به گذشته: افغانستان در دوران صلح: مجموعه عکس‌هایی از الیکی ساپونتزی، عکاس یونانی الاصل مقیم بریتانیا، که در سال ۱۹۷۱ میلادی، از سفرش به شهرهای مختلف افغانستان گرفته شده‌است.
- پیش از جنگ؛ افغانستان در دوران صلح: نمایشگاهی از آثار مشترک الیکی ساپونتزی و کالین واتما، از سفرشان به افغانستان، در دوره حکومت محمد داوود خان.
- پس از جنگ؛ افغانستان بینایی خود را بازمی‌یابد: مجموعه عکسهایی که در هفته‌ها و ماه‌های نخستین پس از سقوط طالبان در افغانستان، توسط ایوان سیگال گرفته شده‌است.
- خانه خاک: نمایشگاهی از عکسهای ریچارد استنلی فیلمساز اهل آفریقای جنوبی و ایمو هورن عکاس آلمانی، در دوره جنگ‌های گروه‌های مجاهدین علیه دولت کمونیستی افغانستان گرفته شده‌است.

### کنسرت موسیقی

#### معرفی موسیقی سنتی افغانی
معرفی آلات موسیقی سنتی افغانی و اجرای قطعاتی از این موسیقی، توسط گروه موسیقی خرابات و اجرای قوالی توسط گروه احمد شام، در دانشگاه ادینبورگ.

#### موسیقی افغانستان
اجرای کنسرت موسیقی، توسط گروه خرابات و احمد شام، در تالار کوئینز (Queens Hall) شهر ادینبورگ.